# Castillo de Candleston
El Castillo de Candleston fue un castillo fortificado del siglo ⅹiⅴ d. C., en ruinas desde el siglo ⅹix d. C.. Se encuentra situado al suroeste de Merthyr Mawr, antigua Glamorganshire, en Gales, a unas 75 millas al noroeste del Castillo de Ogmore, al otro lado del Río Ogmore. 
Su estructura original rectangular, larga y estrecha mira hacia el oeste en una posición defensiva. Es posible que el nombre del castillo se deba a la familia normanda feudal de Cantilupe.

## Ubicación
Las ruinas de Candleston están ubicadas en las dunas de Merthyr Maw, al este de Porthcawl, en la Bahía Swansea.

## Historia

### SigloXIIalXIV
En el siglo ⅹii d. C., la propiedad de Candleston pasó a los lores de St Quintin de Tlyfan y Llanbleddian. Aunque no hay registros que demuestren que los Cantilupe estuvieran en el lugar en el siglo ⅹii d. C., se cree que la familia fue terrateniente en la zona y que el nombre Candleston deriva de su apellido, escrito como Cantulupo, Cantilupo, Cantelo. En 1596, se le llamó Cantelowstowne y en 1635 Cantloston. Fue Tregantlow en el idioma galés, Tref o Tre significa pueblo.
El Castillo, una construcción fortificada, fue construido en el siglo ⅹiv d. C. Una muralla, en forma de D, rodeaba la estructura. El edificio debió de haber sido construido sobre los  cimientos de una edificación previa, según sugiere la presencia de los restos de una pared más antigua.

### SigloXValXIX

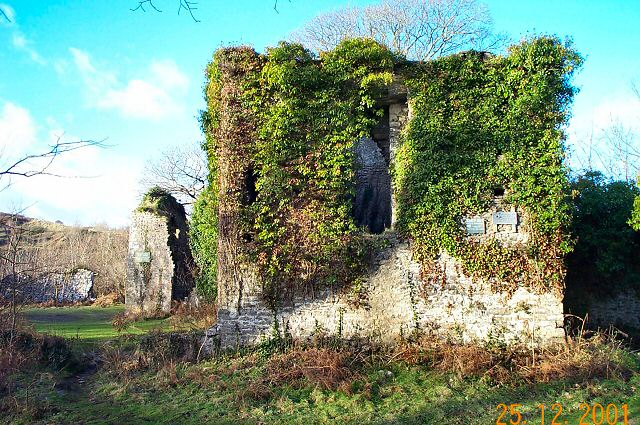
Ruinas del Castillo Candleston.

Candleston pasó a ser propiedad de Joan Cantilupe Horton y después de su hijo de Sir William Horton, Jerkin Horton, y de la hija de Jenkin, Jennet o Janet. La propiedad posteriormente pasó a los Cradocks, cuando Janet se casó con Richard Cradock alrededor de 1468.